# 垦利区
垦利区是山东省东营市下辖的一个市辖区。面积2204平方公里，区人民政府驻垦利街道。
此地由黄河淤积退海形成。区域西半部在元末明初成形，东半部在20世纪成形。1941年9月，中共政权建立垦区抗日民主政权，为行政建置肇始。1943年，中共政权设置垦利县，属清河区行政公署。2016年，改设垦利区。

## 人口
第六次人口普查后全县人口24万人（2011年）。
根據第七次全国人口普查數據，截至2020年11月1日零時，墾利區常住人口為257104人。

## 行政区划
2007年，垦利县辖垦利、胜坨、郝家、永安、黄河口5个镇，董集、西宋2个乡，垦东、红光2个办事处，1个社区管理委员会，1个省级经济开发区。有333个村民委员会，6个居民委员会。2009年，撤销西宋乡、垦利镇，设立垦利街道办事处、兴隆街道办事处，永安镇4个行政村划归兴隆街道办事处。
目前，垦利区下辖2个街道办事处、5个镇、4个类似乡级单位：
垦利街道、兴隆街道、胜坨镇、郝家镇、永安镇、黄河口镇、董集镇、垦利经济开发区、垦利区社区管理委员会、红光办事处和垦东办事处。

## 教育
- 垦利一中（东营市一中教育集团垦利校区）
- 垦利二中